# Nossa Senhora do Perpétuo Socorro (Manaus)
Nossa Senhora do Perpétuo Socorro é um bairro da zona norte da cidade de Manaus. Nossa Senhora do Perpétuo Socorro, na verdade, fica dentro do bairro Cidade Nova e é formado pelas ruas Ônix até a Fênix.
A história do bairro Nossa Senhora do Perpétuo Socorro é fortemente ligada à história do bairro Cidade Nova. Em 1979, devido ao grande crescimento populacional que Manaus ganhava na época com a instalação da zona franca, o poder público realizou o projeto "cidade nova", que construía habitações para as famílias oriundas de outros estados e do interior do Amazonas. O projeto habitacional tinha o propósito de evitar o crescimento de Manaus através de invasões de terras e formação de favelas. Logo, foi construído o bairro "Cidade Nova, projetado para ser o maior bairro da cidade com uma grande área comercial. O propósito foi atingido pelo poder público e com a criação desse bairro bem projetado, foram criados vários bairros próximos a ele, como é o caso do bairro, além de outros como o Amazonino Mendes e Nossa Senhora de Fátima.
A comunidade foi formada em meados de 1998, quando moradores sem-terra começaram a se fixar no local. A prefeitura tomou providências apenas no ano seguinte. Em 2003, a comunidade foi reconhecida como bairro, mas perdeu o título em 2004. Foi anexada ao bairro Cidade Nova, devido ter limites com o bairro por todos os lados.

## Dados do bairro
- População: 9.056 moradores.